# Frederic al VI-lea, Landgraf de Hesse-Homburg
Frederic al VI-lea (30 iulie 1769 – 2 aprilie 1829) a domnit ca Landgraf de Hesse-Homburg din 1820 până la moartea sa, în 1829.

## Biografie
Născut la Homburg, Hesse, la 30 iulie 1769, Friedrich Joseph Ludwig Carl August a fost fiul cel mare al Landgrafului Frederic al V-lea de Hesse-Homburg și a soției acestuia, Caroline de Hesse-Darmstadt, fiica Landgrafului de Hesse-Darmstadt, Ludovic al IX-lea.
Frederic a fost numit căpitan al cavaleriei ruse în 1783 și general austriac în timpul Războaielor Napoleoniene. Pentru serviciile sale în aceste conflicte, a fost numit comandor al Ordinului Maria Terezia.
În ciuda obiecțiilor mamei sale,  Charlotte de Mecklenburg-Strelitz, la 7 aprilie 1818, Frederic s-a căsătorit cu Prințesa Elisabeta a Regatului Unit (1770 - 1840), a treia fiică a regelui George al III-lea. N-a fost chiar o căsătorie din dragoste deși a existat înțelegere și respect; de fapt, a fost un aranjament cu care amândoi au fost satisfăcuți. Elisabeta a putut să scape de mediul de acasă, prin mutarea în Germania cu soțul ei, și Frederick a câștigat multe avantaje prin alianța cu familia regală britanică. Cum Elisabeta avea peste 48 de ani la momentul căsătoriei, din mariaj nu au rezultat copii.
La 20 ianuarie 1820, Frederick i-a succedat tatălui său ca landgraf de Hesse-Homburg. Mulțumită zestrei Elisabetei și venitului anual a putut redecora palatul din Homburg. După nouă ani de domnie, Landgraful a murit de complicații de la o rană de picior. A fost urmat de fratele său, Ludwig Wilhelm.